# Stany Derval
Stany Derval est une série de bande dessinée d'aventure franco-belge créée par l'auteur belge MiTacq et publiée de 1968 à 1979 dans l'hebdomadaire Spirou.
Elle n'a été que partiellement recueillie en album, pour la dernière fois au milieu des années 1990 dans le cadre de l'intégrale Tout MiTacq.

## Publication

### DansSpirou
MiTacq est le dessinateur de toutes les histoires et, sauf précision, leur scénariste.
- Les Deux Trésors de Montorgueil, no 1561-1582, 1968.
- Pâques à l'île de Pâques, no 1616, 1969.
- Angoisse dans la vallée de Koa (scénario d'André Beckers), no 1634-1650,  1969.
- Extraordinaire Nuit de Noël, no 1652, 1969.
- Les Casseurs de 500 (scénario d'André Beckers), no 1667-1687, 1969.
- Les Galops de l'enfer, no 1820-1832, 1973.
- Le Poumon d'acier, no 1841, 1973.
- Le Manuscrit de Galilée (scénario d'Héric), no 1872-1877, 1974.
- Rodéo à Rope Rio, no 1886, 1974.
- Opération migraine (scénario de Jacques Stoquart), no 1896, 1974.
- Le Canadien errant (scénario de Jacques Stoquart), no 1909, 1974.
- Les Tombeaux de glace (scénario de Jacques Stoquart), no 2000-2012, 1976.
- Chair à lion (scénario de Jacques Stoquart), no 2157-2158, 1979.

### En album
- MiTacq (dessin), Stany Derval, Magic Strip :

1. Les Galops de l'enfer (scénario de Jacques Stoquart), 1981  (ISBN 2803500388).
2. Les Deux Trésors de Montorgueil (scénario de MiTacq), 1981.

- MiTacq (dessin) et Jacques Stoquart (scénario), Aventures à la une, Dupuis, coll. « Ensemble 3 en 1 » no 2, 1987  (ISBN 2800114835).
- MiTacq (dessin), Tout MiTacq, Dupuis :

1. Stany Derval à la recherche de l'insolite (scénarios de MiTacq, André Beckers et Jacques Stoquart), 1994  (ISBN 2800121173)[1].
2. Stany Derval à l'aventure autour du monde (scénarios de MiTacq, André Beckers, Héric et Jacques Stoquart), 1995  (ISBN 2800122293)[2].